# Tomasz Cebula
Tomasz Cebula (ur. 31 marca 1966 w Brzezinach) – polski piłkarz, występujący na pozycji napastnika, 12-krotny reprezentant Polski.

## Kariera piłkarska
Jest wychowankiem Agrykoli Warszawa, szybko jednak zauważony został przez działaczy warszawskiej Legii i już w sezonie 1983/84 reprezentował barwy tego klubu. Koszulkę stołecznej drużyny przywdziewał przez 4 sezony, z przerwą na wypożyczenie do Zagłębia Lubin. Następnie kupiony został przez Igloopol Dębica, gdzie występował 3 lata.
Najdłuższy okres swojej kariery spędził w ŁKS-ie Łódź, w którym grał przez 10 lat. Z łódzkim klubem zdobył także mistrzostwo Polski.
Karierę zakończył w klubie w Wietnamie - Quảng Nam (Đà Nẵng) w 2002.
Mieszka w Holandii.

## Kariera trenerska
Były trener LKS Naprzód Zielonki.

## Statystyki kariery klubowej
| Sezon       | Klub                | Kraj    | Rozgrywki                  | Mecze | Bramki |
| ----------- | ------------------- | ------- | -------------------------- | ----- | ------ |
| 1982/83     | Agrykola Warszawa   | Polska  | ?                          | ?     | ?      |
| 1983/84     | Legia Warszawa      | Polska  | I liga polska              | 8     | 1      |
| 1984/85     | Legia Warszawa      | Polska  | I liga polska              | 15    | 0      |
| 1985/86 (j) | Legia Warszawa      | Polska  | I liga polska              | 3     | 0      |
| 1986/87 (j) | Zagłębie Lubin      | Polska  | I liga polska              | 21    | 0      |
| 1986/87 (w) | Legia Warszawa      | Polska  | I liga polska              | 1     | 0      |
| 1987/88     | Igloopol Dębica     | Polska  | II liga polska             | ?     | ?      |
| 1988/89     | Igloopol Dębica     | Polska  | II liga polska             | ?     | ?      |
| 1989/90 (j) | Igloopol Dębica     | Polska  | II liga polska             | ?     | ?      |
| 1989/90 (w) |                     | Polska  | I liga polska              | 18    | 4      |
| 1990/91     | ŁKS Łódź            | Polska  | I liga polska              | 29    | 4      |
| 1991/92     | ŁKS Łódź            | Polska  | I liga polska              | 32    | 1      |
| 1992/93     | ŁKS Łódź            | Polska  | I liga polska              | 33    | 10     |
| 1993/94     | ŁKS Łódź            | Polska  | I liga polska              | 19    | 1      |
| 1994/95     | ŁKS Łódź            | Polska  | I liga polska              | 26    | 7      |
| 1995/96 (j) | Hapoel Petach Tikwa | Izrael  | I liga izraelska           | 27    | 3      |
| 1995/96 (w) | ŁKS Łódź            | Polska  | I liga polska              | 4     | 1      |
| 1996/97     | Hapoel Ironi Rishon | Izrael  | I liga izraelska           | 24    | 3      |
| 1997/98     | ŁKS Łódź            | Polska  | I liga polska              | 24    | 0      |
| 1998/99 (j) | ŁKS Łódź            | Polska  | I liga polska              | 12    | 1      |
| 1998/99 (w) | Śląsk Wrocław       | Polska  | II liga polska             | ?     | ?      |
| 1999/00 (j) | Śląsk Wrocław       | Polska  | II liga polska             | ?     | ?      |
| 1999/00 (w) | Siarka Tarnobrzeg   | Polska  | II liga polska             | ?     | ?      |
| 2000/01 (j) | ŁKS Łódź            | Polska  | II liga polska             | ?     | ?      |
| 2000/01 (w) | Dolcan Ząbki        | Polska  | II liga polska             | ?     | ?      |
| 2001/02     | Quảng Nam (Đà Nẵng) | Wietnam | V.League 1                 | ?     | 3      |
|             |                     |         | Łącznie w I lidze polskiej | 245   | 30     |

## Kariera reprezentacyjna
Jako junior Cebula występował na mistrzostwach Europy U-18 w 1984, na których razem z reprezentacją Polski zajął III miejsce. W drużynie seniorów piłkarz rozegrał 12 spotkań, debiutując 19 grudnia 1990 w meczu z Grecją, rozegranym w Wolosie.
| l.p. | Data              | Miejsce      | Przeciwnik        | Rezultat | Rozgrywki     | Grał   | Uwagi        |
| ---- | ----------------- | ------------ | ----------------- | -------- | ------------- | ------ | ------------ |
| 1.   | 19 grudnia 1990   | Wolos        | Grecja            | 2-1      | towarzyski    | do 81' |              |
| 2.   | 5 lutego 1991     | Belfast      | Irlandia Północna | 1-3      | towarzyski    | do 46' |              |
| 3.   | 27 marca 1991     | Ołomuniec    | Czechosłowacja    | 0-4      | towarzyski    | od 76' |              |
| 4.   | 29 maja 1991      | Radom        | Walia             | 0-0      | towarzyski    | od 73' |              |
| 5.   | 5 lipca 1992      | Gwatemala    | Gwatemala         | 2-2      | towarzyski    | od 46' |              |
| 6.   | 18 listopada 1992 | Iława        | Łotwa             | 1-0      | towarzyski    | do 46' |              |
| 7.   | 26 listopada 1992 | Buenos Aires | Argentyna         | 0-2      | towarzyski    | do 85' | Żółta kartka |
| 8.   | 29 listopada 1992 | Montevideo   | Urugwaj           | 1-0      | towarzyski    | od 85' |              |
| 9.   | 1 lutego 1993     | Nikozja      | Cypr              | 0-0      | towarzyski    | od 60' |              |
| 10.  | 3 lutego 1993     | Ramat Gan    | Izrael            | 0-0      | towarzyski    | do 46' |              |
| 11.  | 17 listopada 1993 | Poznań       | Holandia          | 1-3      | elim. MŚ 1994 | od 66' |              |
| 12.  | 23 marca 1994     | Saloniki     | Grecja            | 0-0      | towarzyski    | od 46' |              |